# دي إم زد (قصص مصورة)
دي إم زد هي سلسلة قصص مصورة أمريكية من تأليف برايان وود، تدور السلسلة في المستقبل القريب حيث أدت الحرب الأهلية الأمريكية الثانية تحويل جزيرة مانهاتن إلى منطقة منزوعة السلاح. تم تحويل السلسلة إلى مسلسل قصير يحمل نفس الاسم عرض على منصة إتش بي أو ماكس.